# Мансуето Веласко
Мансуе́то Вела́ско (англ. Mansueto Velasco; 10 січня 1974, Баго, Західний Негрос) — філіппінський актор, в минулому боксер першої найлегшої ваги, призер Олімпійських ігор 1996, чемпіон Азійських ігор.
Мансуето Веласко — молодший брат Роеля Веласко, боксера теж першої найлегшої ваги, олімпійського медаліста (1992), призера чемпіонату світу.

## Спортивна кар'єра
1994 року Мансуето Веласко переміг чотирьох суперників, серед яких Герменсена Балло (Індонезія) у півфіналі та Прамуансака Фосуван (Таїланд) у фіналі, і став чемпіоном Азійських ігор.
1995 року на чемпіонаті Азії Веласко переміг трьох суперників, програв у фіналі Сомроту Камсінг (Таїланд) і завоював срібну медаль.
1996 року на Олімпійських іграх Веласко завоював срібну медаль, єдину медаль для збірної Філіппін на цій Олімпіаді.
- Переміг Чи Су Цяй (Тайвань) — RSC 1
- Переміг Йосвані Агілера (Куба) — 14-5
- Переміг Хаміда Берхілі (Марокко) — 20-10
- Переміг Рафаеля Лосано (Іспанія) — 22-10
- Програв Данієлю Петрову (Болгарія) — 6-19

## Акторська діяльність
Після Олімпіади Мансуето Веласко переключився на акторську діяльність і став успішним коміком. Для виступів він взяв собі ім'я Оніок Веласко (англ. Onyok Velasco).